# Quel cœur vas-tu briser?
"Quel cœur vas-tu briser?" (tradução portuguesa : "Que coração vais tu quebrar?") foi a canção suíça no Festival Eurovisão da Canção 1967 que teve lugar em Viena.
A canção foi interpretada em francês por Géraldine Gaulier. Foi a sexta canção a ser interpretada na noite do festival, a seguir à canção portuguesa "O Vento Mudou", interpretada por Eduardo Nascimento e antes da canção sueca "Som en dröm", cantada por Östen Warnerbring. Terminou a competição em 17.º e último lugar, não tendo logrado receber qualquer ponto. No ano seguinte, em 1967, a Suíça fez-se representar com a canção"Guardando il sole", interpretada por Gianni Mascolo.

## Autores
A canção tinha letra de Gérard Gray, música de Daniel Faure e foi orquestrada por Hans Möckel.

## Letra
A canção é uma balada, na qual Géraldine pergunta a um seu antigo amante, "qual o coração que vais partir?". Diz-lhe que o esqueceu para sempre e que já não pensa nele, mas interroga-se de qual será a sua próxima vítima amorosa. visto que ele não passa de um mulherengo, tipo Casanova.